# Arpa llanera

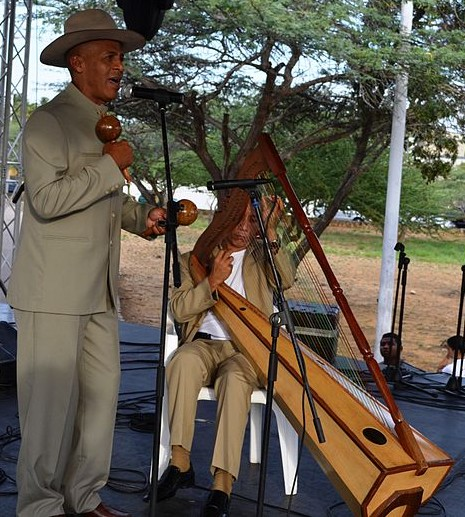
Arpa llanera interpretando un joropo.

El arpa  es un instrumento de cuerda diatónico evolucionado en Europa, difundida y adaptada en la región de los llanos venezolanos como arpa llanera, introducida en Colombia en el siglo pasado. Fue usado desde la llegada de los conquistadores españoles, y desde entonces ha sufrido una serie de cambios.
De la familia del arpa, tiene 32 o 33 cuerdas de diferentes calibres y grosores de diferentes tamaños y organizadas en la escala musical según el grosor y carece de pedales para lograr las alteraciones. Regularmente es construida en cedro, pino y otras maderas resistentes. Se utiliza laca transparente en su pintura para que no pierda sonoridad. Es ejecutada en la música venezolana, con mayor énfasis en la llanera (principalmente el joropo y pasajes sabaneros), he introducida en  Venezuela en los años 40. Sin embargo con la evolución de la música existen nuevas tendencias aplicando este instrumento en fusiones de música pop, salsa y otros géneros foráneos.
Debido a su gran tamaño y peso, este instrumento suele ser difícil de transportar. Por este motivo, ocasionalmente se puede sustituir por la bandola, de un modo especial en recintos muy pequeños por razones de espacio.

## Artistas llaneros destacados
- Ignacio Figueredo
- Juan Vicente Torrealba
- Edmar Castañeda
- Hildo Ariel Aguirre Daza
- Eduardo Betancourt
- Benjamín Díaz
- Henry Rubio
- Hugo Blanco
- Nicolás Castañeda Lozano
- Carlos "Metralleta" Orozco
- José Archila
- Gustavo Sánchez
- Eduardo Guevara
- Cándido Herrera
- Joseito Romero
- Neris Torrealba
- Jeans Piero González
- Manuel Camero
- Juan Carlos Martínez
- Ramón Hernández
- Rafael Ángel Aparicio
- Urbino Ruíz
- Eudes Álvarez
- Abdul Farfán
- Darío Robayo
- Ángel Vicente Bonilla
- Carlos Tapia
- Humberto Lobo
- Antonio Osto
- Miguel Acevedo
- Paul Acevedo
- Oscar Ybirmas
- Jesús Tenepe
- Frank D’ Liz
- Leonard Jacome
- Alexis Ojeda
- Joseito Hernández
- José Avendaño
- Orangel Herrera
- Julito González
- Cheo Aular
- Pedro Castro
- Alexis Rossell
- Guillermo Hernández
- José Santos Barrios
- Larry Bellorin
- Yergin Loreto
- Ángel Luis Castillo
- Gregorio Lecuna
- Carlos Luna
- Rafael Robayo
- Johnny Jiménez Arpa
- José Argenis Hernández
- Argenis Leonel Hernández
- Edmar Castañeda
- Yovanny Pérez
- Rafael Ochoa
- Amador Lovera
- Candido Herrera
- Eugenio Bandres